# Фарнам (Њујорк)
Фарнам (енгл. Farnham) град је у америчкој савезној држави Њујорк.

## Демографија
По попису из 2010. године број становника је 382, што је 60 (18,6%) становника више него 2000. године.
| Група             | 2000.       | 2010.       |
| Белци             | 304 (94,4%) | 338 (88,5%) |
| Афроамериканци    | 3 (0,9%)    | 6 (1,6%)    |
| Азијати           | 0 (0,0%)    | 0 (0,0%)    |
| Хиспаноамериканци | 4 (1,2%)    | 5 (1,3%)    |
| Укупно            | 322         | 382         |